# Worms Clan Wars
Worms Clan Wars ist ein 2013 erschienenes Artillery-Spiel von Team17. Das Spiel erschien zunächst für Windows, später auch für macOS und Linux. Als Worms Battlegrounds erschienen 2014 Versionen für PlayStation 4 und Xbox One. Clan Wars ist der Nachfolger von Worms Revolution.

## Spielprinzip
Das Gameplay knüpft an die Vorgänger an, in denen Teams von Würmern abwechselnd eine Vielzahl von Waffen und Gegenständen einsetzen, um die gegnerischen Teams zu eliminieren. Wie in Worms Revolution gibt es vier verschiedene Klassen. Die Einzelspieler-Kampagne enthält 25 Missionen in fünf Welten. Die Kampagne konzentriert sich auf die Figur Tara Pinkle, die als Erzählerin fungiert und Missionen für das Team bereitstellt. Zusätzlich zum Kampagnenmodus bietet das Spiel auch zehn „Worm-Ops“-Missionen mit Zeitangriffsmodi.

## Rezeption
Das Spiel bekam durchschnittliche Kritiken. Metacritic aggregierte eine Gesamtwertung von 74 aus 100 Punkten für die Windows-Fassung anhand von 17 Rezensionen der Videospiel-Presse. GameRankings berechnete aus neun Bewertungen eine Gesamtwertung von 73,89 %.